# ゼルダ・ウィリアムズ
ゼルダ・ウィリアムズ（Zelda Rae Williams, 1989年7月31日 - ）は、アメリカ合衆国の女優。父親は俳優のロビン・ウィリアムズ。

## 人物
ニューヨークに生まれる。名前の由来はテレビゲーム『ゼルダの伝説シリーズ』の登場人物・ゼルダ姫。

## 主な出演作

### 映画
- 最高のともだち House of D (2004) - メリッサ 役
- シェイクスピアと僕の夢 Were the World Mine (2008) - フランキー 役
- THE JOYUREI 〜女優霊〜 Don't Look Up (2010)

### テレビシリーズ
- ティーン・ウルフ Teen Wolf (2013-2014) - ケイトリン 役
- ティーンエイジ・ミュータント・ニンジャ・タートルズ Teenage Mutant Ninja Turtles (2015-2016) - モナリザ 役（声の出演）

### CM
- 任天堂 『ゼルダの伝説 時のオカリナ 3D』 (2011) ※海外向けCMで父ロビン・ウィリアムズと共演。

## 出演以外
- Lisa Frankenstein (2024) 監督